# Inktvissen
De inktvissen (Cephalopoda) vormen een klasse dieren behorend tot de stam der weekdieren (Mollusca). De wetenschappelijke naam, Cephalopoda, is afgeleid van het Grieks en betekent letterlijk koppotigen. Deze naam is zo gekozen omdat de op armen gelijkende tentakels zich in een kring rond de mond van het dier bevinden. Inktvissen danken hun naam aan het feit dat ze in staat zijn inkt te spuiten om zo een tegenstander het zicht te ontnemen.
Inktvissen komen enkel in zout water voor en leven in alle wereldzeeën. Ze zijn in staat om van kleur te veranderen. De meeste inktvissen groeien snel en hebben een kort leven, meestal leven ze maar een tot twee jaar, met als uitzondering verschillende diepzee- en poolsoorten en de nautilussen, die veel ouder kunnen worden. Ze bewegen zich voort door water in hun mantel te pompen wat ze er krachtig weer uitpersen, langs de sifon. Alle inktvissen zijn carnivoren. Het voedsel bestaat voornamelijk uit vis, krabben, kreeften en weekdieren die ze met de zuignappen op hun grijparmen vangen.
Octopussen, inktvissen met acht armen, hebben een sterk ontwikkeld zenuwstelsel en worden algemeen beschouwd als de meest intelligente van de ongewervelde dieren.

## Lichaamsbouw
Een kenmerk van inktvissen is dat ze een krans van tentakels rond de mond hebben. Ze hebben acht tentakels die zuignappen dragen. De zeekatten en pijlinktvissen hebben daarboven nog twee vangtentakels, die aan het eind ook zuignappen dragen. De enige uitzondering is Nautilus pompilius die ongeveer 90 tentakels zonder zuignappen heeft.
Inktvissen hebben goed ontwikkelde ogen. Ze hebben een torusvormig brein rond het darmkanaal. De bek is papegaaiachtig en hard, en daarnaast hebben de meeste soorten ook nog een rasptong (de zogenaamde radula) om de prooi in stukjes te scheuren.
De ingewanden en tere organen bevinden zich in de mantel. De ringen die wel gefrituurd worden gegeten zijn verticale schijfjes van deze mantel. Zuurstof haalt de inktvis uit het water met behulp van kieuwen (2 tot 4); water wordt door het ritmisch bewegen van de mantel naar binnen gezogen en dan weer verwijderd langs de sifon. Deze sifon wordt ook gebruikt om inkt te spuiten en voor de uitscheiding.
Veel inktvissen hebben een of andere variant op een schelp: de Nautilus heeft een volledig externe schelp. Ook de uitgestorven ammonieten waren dieren met zo'n uitwendige schelp. Veruit de meeste soorten hebben een inwendige schelp die wordt omgeven door het vlees van de mantel. Bij de octopus is de schelp gereduceerd tot een paar kleine stukjes binnen in het lichaam. Sommige soorten hebben helemaal geen schelp meer.

## Evolutie
Inktvissen zijn een zeer oude en succesvolle dierengroep. Vermoedelijk zijn ze ongeveer 500 miljoen jaar geleden ontstaan in het Cambrium. De eerste soorten waren vaak klein (2 cm), maar er waren soorten waarvan de schelp een diameter van 3,5 meter had. In de daaropvolgende tijdperken ontwikkelden de inktvissen zich verder. Ongeveer in het midden van het Ordovicium ontstonden de eerste voorouders van de Nautilidae. De onderklasse Coleoidea, waar alle andere levende inktvissoorten zich in bevinden, is pas later ontstaan, 350 miljoen jaar geleden. Dit verklaart ook waardoor de Nautilus zo verschillend is van de andere levende inktvissoorten. Over de evolutie van de vandaag nog levende inktvissen is niet veel bekend doordat hun zachte lichamen vaak niet fossiliseren, meestal fossiliseert alleen de schelp. Maar niet elke soort heeft een schelp en bij sommige soorten is die ook erg zacht en broos waardoor deze niet gemakkelijk fossiliseert.

## Voortplanting
Alle inktvissen planten zich voort via eieren. De eitjes worden bevrucht door het sperma van de mannetjes (dat op verschillende manieren kan worden aangebracht bij het vrouwtje). De bevruchting kan plaatsvinden in de eierstok, in de eileiders en ook buiten het lichaam. Het aantal eieren dat een vrouwelijke inktvis kan voortbrengen varieert van ongeveer 30 tot 500.000. Sommige soorten zorgen voor hun eieren (zoals de gewone octopus, die meestal sterft door uitputting na het uitkomen van haar eieren), andere zorgen helemaal niet voor hun eieren. Pas uitgekomen inktvissen zijn echter altijd aangewezen op zichzelf en groeien op zonder hulp van hun ouders.

## Camouflagetechnieken

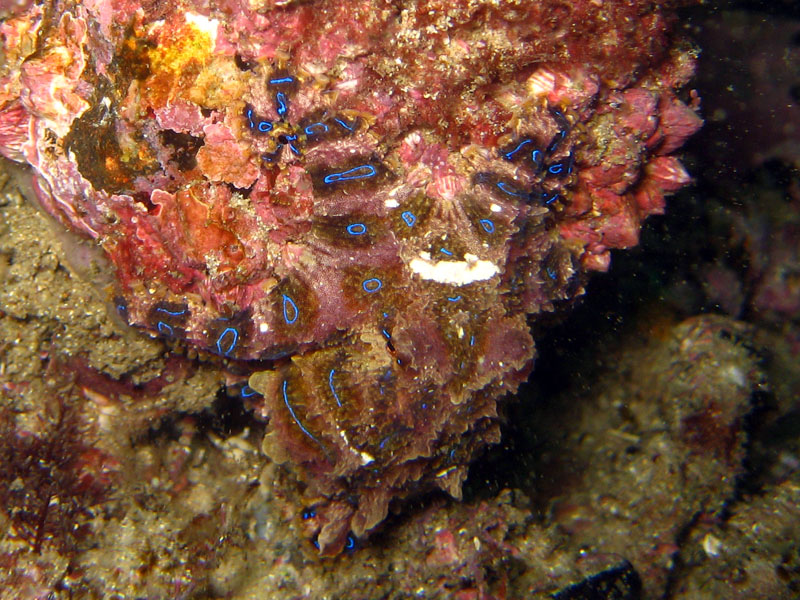
Een vrijwel perfect gecamoufleerde blauwringoctopus (geslacht Hapalochlaena), merk op dat de inktvis met zijn huid de structuur van de omgeving imiteert.

Het lichaam van de inktvis is zacht en broos, daarom hebben de meeste inktvissen verschillende technieken om zich te camoufleren of om belagers af te leiden. De bekendste afleidingstechniek is het spuiten met inkt. Alle inktvissen kunnen dit, behalve de Nautilus en verschillende diepzeesoorten.
De meeste inktvissen kunnen ook van kleur veranderen. Dit gebeurt met behulp van speciale cellen in de huid: de zogenaamde chromatoforen, die naargelang de uitrekkingsgraad verschillende kleuren produceren (van rossigbruin tot rood en bleek-geel-oranje). Verder gebeurt het door de iridocyten (of iridoforen) die door middel van breking en door de reflectie van wit, groen en blauw kunnen produceren, de iridocyten bevinden zich in de huid onder de chromatoforen. Sommige inktvissen hebben daarboven op ook nog leukoforen, dit zijn laagjes van cellen die de dominante kleur in de omgeving van de inktvis reflecteren: in wit licht zijn ze bijvoorbeeld wit en in blauw licht zijn ze blauw (zo vallen ze minder op). Door de samenwerking van deze cellen kunnen inktvissen zowat alle kleuren en verschillende patronen aannemen, vermoedelijk kunnen ze zo ook communiceren.
Er zijn ook inktvissen die gebruikmaken van bioluminescentie (voornamelijk inktvissen uit de familie Sepiolidae en verschillende diepzee-inktvissen). Dit gebeurt met de fotoforen, waarin een chemische reactie optreedt die licht produceert. Sommige inktvissen slaan ook bioluminiscerende bacteriën op in hun lichaam, die ze kunnen gebruiken om licht te geven.
Daarnaast zijn er inktvissen (zoals de octopus) die hun huid zo sterk kunnen samentrekken en vervormen dat ze de patronen uit hun omgeving kunnen nabootsen, zoals rotsen of de structuur van koraal.

## Classificatie van de levende inktvissen

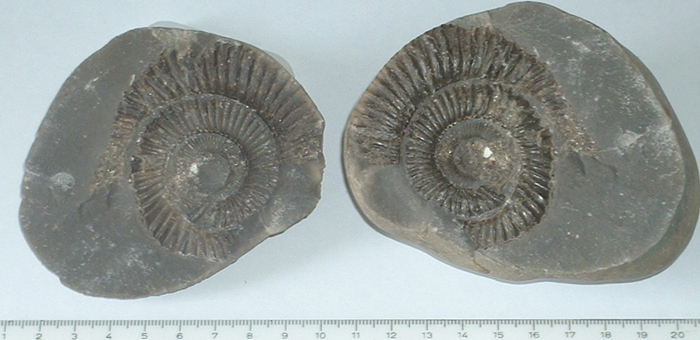
Fossiel van een Ammoniet

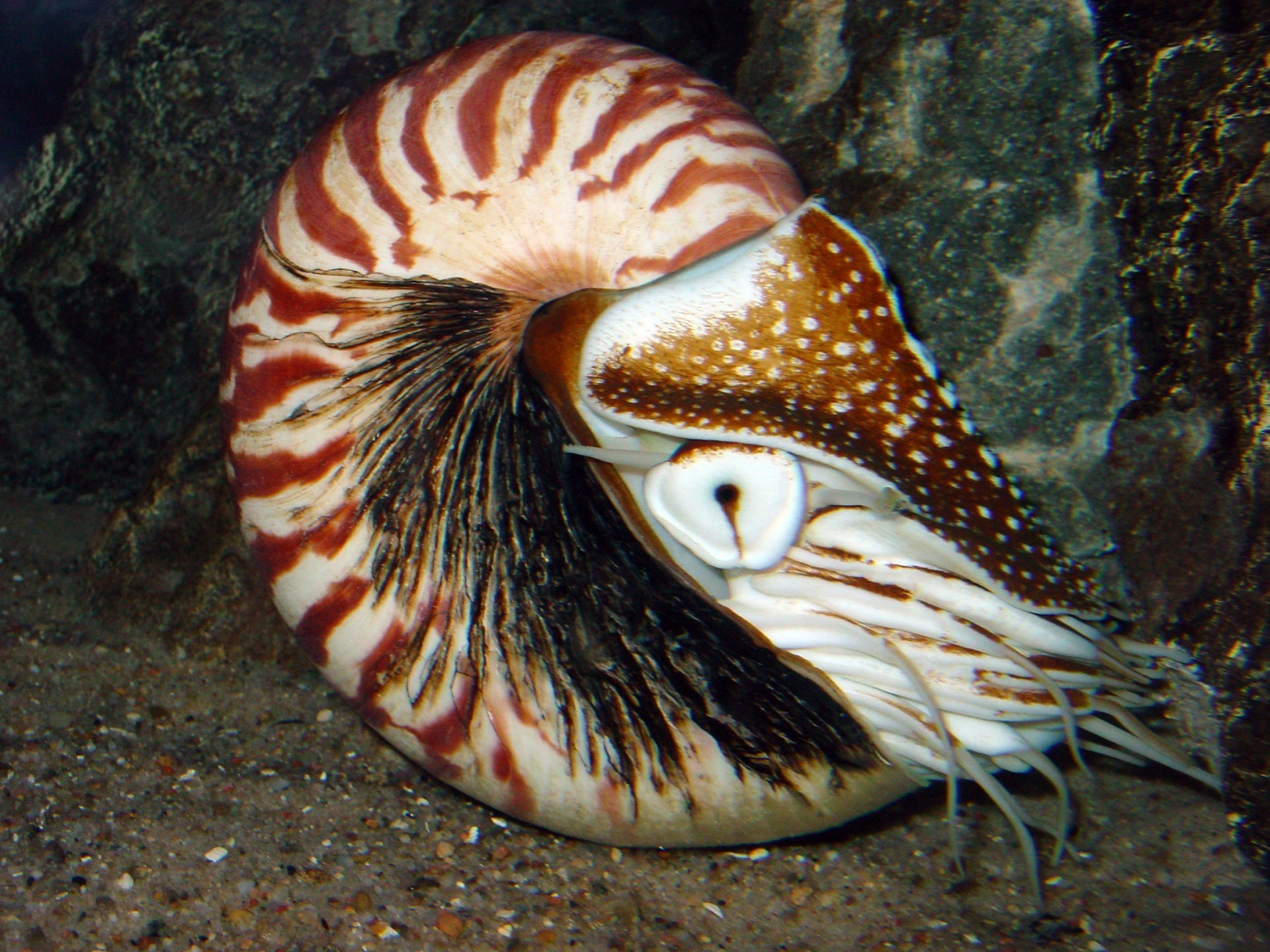
Nautilus

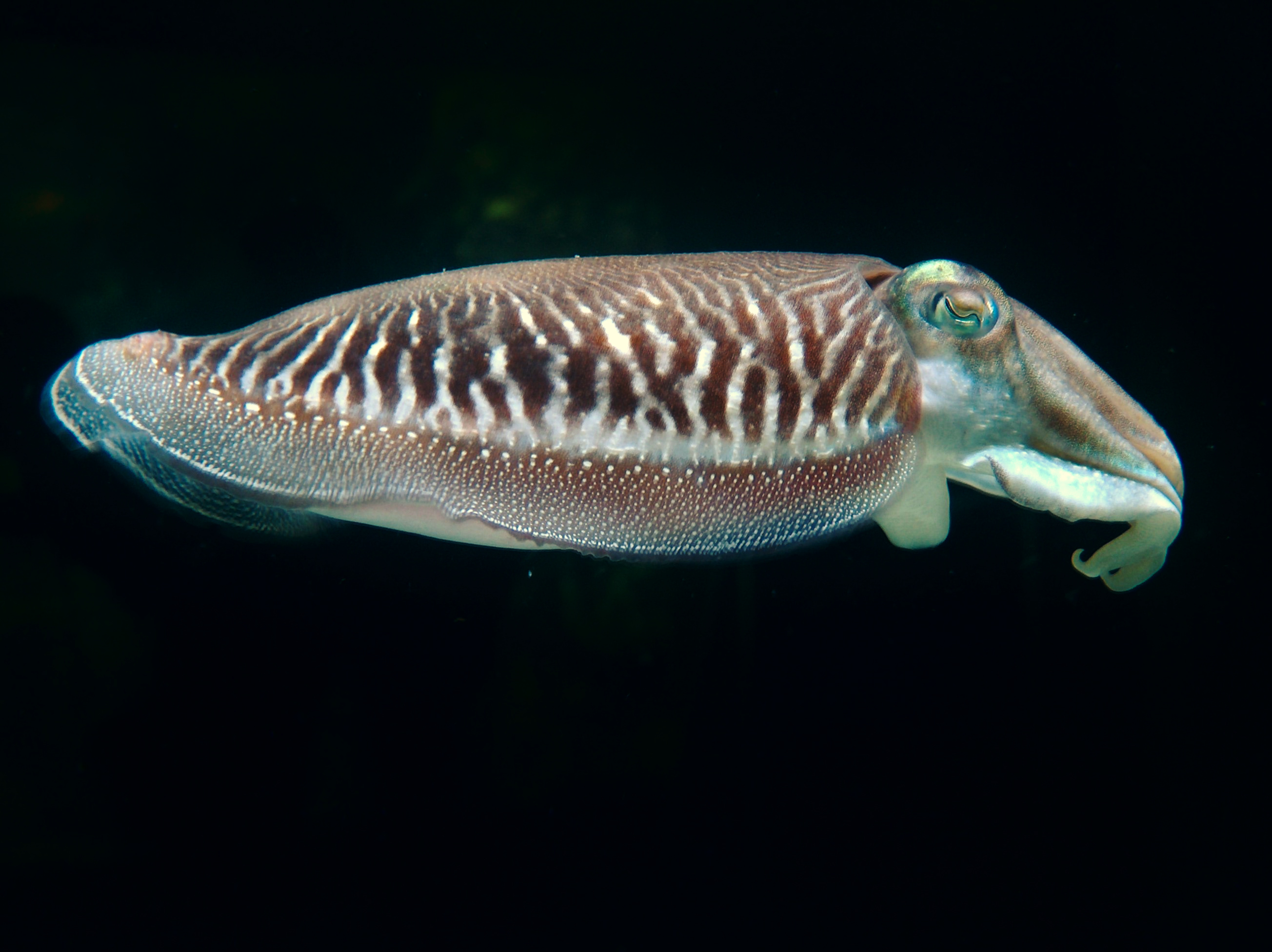
Gewone zeekat (Sepia officinalis)

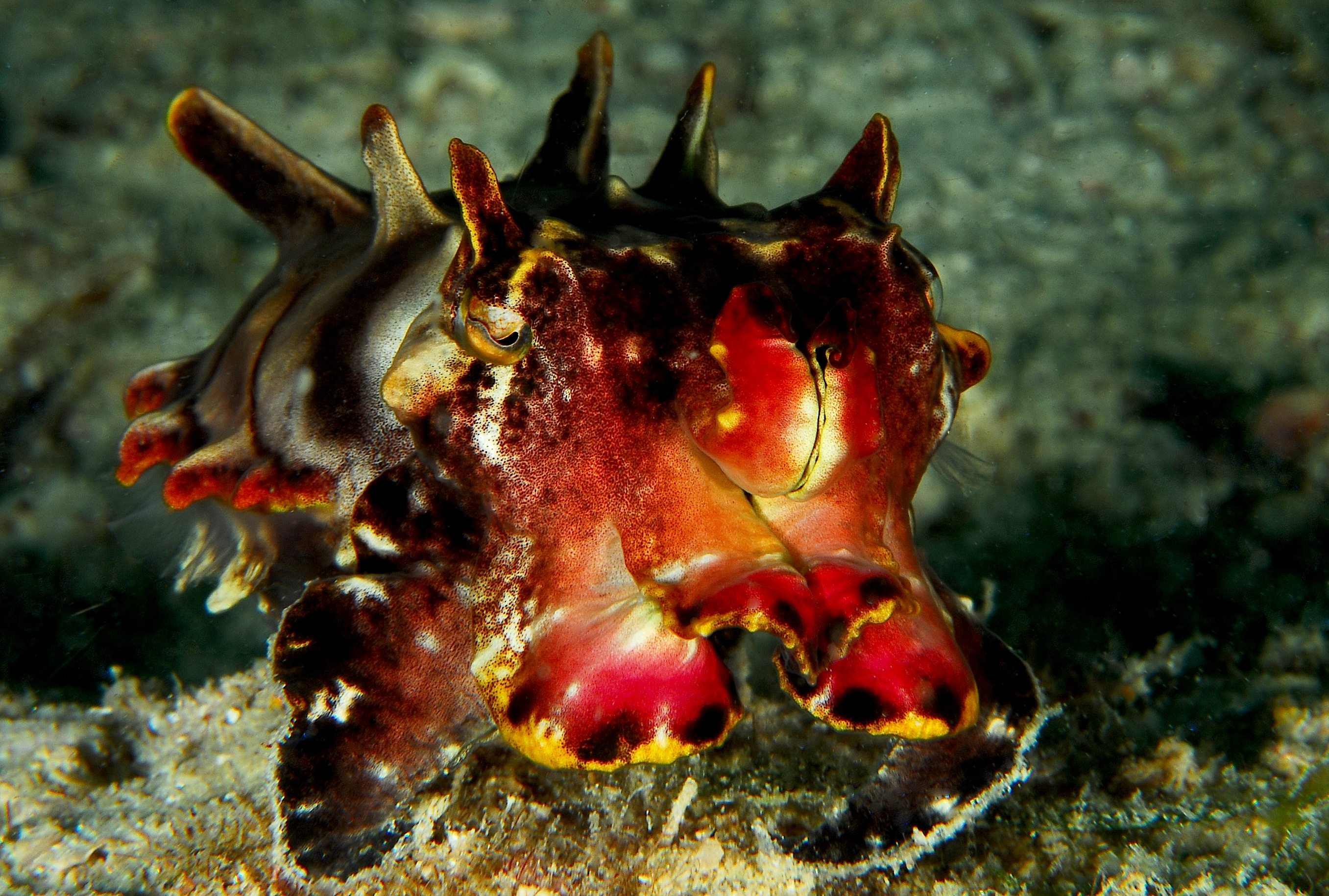
Metasepia pfefferi

De hogere classificatie van de inktvissen is erg onstabiel en verschillende auteurs opteren voor verschillende benaderingen. Dit artikel maakt gebruik van de "Current Classification of Recent Cephalopoda", die stamt uit 2001. De lijst met alle nog voorkomende soorten zie de lijst van inktvissen.
- Onderklasse Nautiloidea
  - Familie Nautilidae
- Onderklasse Coleoidea
  - Divisie Neocoleoidea
    - Superorde Decapodiformes
      - Orde Spirulida
        - Familie Spirulidae

      - Orde Sepiida (Zeekatten)
        - Familie Sepiadariidae
        - Familie Sepiidae

      - Orde Sepiolida (Dwerginktvissen)
        - Familie Idiosepiidae
        - Familie Sepiolidae

      - Orde Teuthida (Pijlinktvissen)
      - Orde Myopsida
        - Familie Loliginidae

      - Orde Oegopsida
        - Familie Ancistrocheiridae
        - Familie Architeuthidae (Reuzeninktvissen)
        - Familie Bathyteuthidae
        - Familie Chiroteuthidae
        - Familie Chtenopterygidae
        - Familie Cranchiidae
        - Familie Cycloteuthidae
        - Familie Enoploteuthidae
        - Familie Gonatidae
        - Familie Histioteuthidae
        - Familie Joubiniteuthidae
        - Familie Lepidoteuthidae
        - Familie Pholidoteuthidae
        - Familie Lycoteuthidae
        - Familie Magnapinnidae
        - Familie Mastigoteuthidae
        - Familie Neoteuthidae
        - Familie Octopoteuthidae
        - Familie Ommastrephidae
        - Familie Onychoteuthidae
        - Familie Promachoteuthidae
        - Familie Psychroteuthidae
        - Familie Pyroteuthidae
        - Familie Thysanoteuthidae
        - Familie Walvisteuthidae

    - Superorde Octopodiformes
      - Orde Octopoda (Octopusachtigen)
        - Onderorde Cirrina
          - Familie Cirroteuthidae
          - Familie Stauroteuthidae

        - Onderorde Incirrina
          - Familie Alloposidae
          - Familie Amphitretidae
          - Familie Argonautidae (Argonauten)
          - Familie Bolitaenidae
          - Familie Idioctopodidae
          - Familie Octopodidae
          - Familie Ocythoidae
          - Familie Tremoctopodidae
          - Familie Vitreledonellidae

      - Orde Vampyromorpha (Vampierinktvissen)

### WoRMS
De meer up to date WoRMS database hanteert de volgende indeling:
- Onderklasse Ammonoidea †
- Onderklasse Coleoidea
- Onderklasse Nautiloidea